# L'Amour, l'Argent, l'Amour
Pour plus de détails, voir Fiche technique et Distribution.
L'Amour, l'Argent, l'Amour est un film germano-suisse réalisé par Philip Gröning, sorti en 2000.

## Fiche technique
- Titre original : L'Amour, l'Argent, l'Amour
- Titre allemand : L'Amour
- Réalisation : Philip Gröning
- Scénario : Philip Gröning et Michael Busch
- Production : Philip Gröning, Dieter Fahrer et Françoise Gazid
- Sociétés de production : arte, Balzli & Cie Filmproduktion, Bavaria Film, Bayerischer Rundfunk (BR), Philip-Gröning-Filmproduktion, Schweizer Fernsehen DRS, Solera Films, Taunus Film-Produktions GmbH, Teleclub AG, Westdeutscher Rundfunk (WDR)
- Musique : Darlene Hofner et Fred Frith
- Photographie : Sophie Maintigneux, Max Jonathan Silberstein et André Bonzel
- Montage : Philip Gröning
- Décors : Peter Menne
- Costumes : Caterina Di Fiore et Birgit Wentsch
- Pays de production :  Allemagne,  Suisse et  France
- Langue originale : allemand
- Format : Couleurs - 2,35:1 - Dolby Digital - 35 mm
- Genre : Drame et romance
- Durée : 137 minutes
- Dates de sortie :
  - Suisse : 8 août 2000 (Festival de Locarno)
  - Allemagne : 9 février 2001 (Festival de Berlin), 21 novembre 2002 (sortie nationale)
- Public 
  - France : interdit aux moins de 10 ans

## Distribution
- Sabine Timoteo :  Marie
- Florian Stetter :  David
- Michael Schech
- Dierk Prawdzik
- Marquard Bohm
- Gerhard Fries

## Distinctions

### Récompenses
- Festival international du film de Locarno 2000: Léopard de Bronze de la meilleure actrice (pour Sabine Timoteo)
- Prix du cinéma suisse 2001: Meilleure actrice (pour Sabine Timoteo)
- Festival Max Ophüls 2001: Meilleur jeune acteur (pour Florian Stetter) et prix Femina Film (pour Sophie Maintigneux)

### Nominations
- Festival international du film de Locarno 2000: Léopard d'Or (pour Philip Gröning)
- Camerimage 2001: Grenouille d'Or (pour Sophie Maintigneux et Philip Gröning)
- Festival Max Ophüls 2001: Prix Max Ophüls (pour Philip Gröning)